# Fortuño y Potrero Largo
Fortuño y Potrero Largo är en ort i Mexiko.   Den ligger i kommunen Hidalgotitlán och delstaten Veracruz, i den sydöstra delen av landet, 500 km öster om huvudstaden Mexico City. Fortuño y Potrero Largo ligger 17 meter över havet och antalet invånare är 194.
Terrängen runt Fortuño y Potrero Largo är platt. Runt Fortuño y Potrero Largo är det ganska glesbefolkat, med 29 invånare per kvadratkilometer. Närmaste större samhälle är Venustiano Carranza, 9,1 km norr om Fortuño y Potrero Largo. Trakten runt Fortuño y Potrero Largo består till största delen av jordbruksmark.